# Přemysl (moravský markrabě)
Přemysl (1209 – 16. říjen 1239) byl moravský markrabě v letech 1228–1239, nejmladší syn krále Přemysla Otakara I. a jeho druhé manželky Konstancie Uherské.

## Život
Přemysl se stal moravským markrabětem roku 1228, s určitým zpožděním způsobeným spory s Rakouskem, po smrti svého bezdětného bratra Vladislava v roce 1227. Markrabě se proti svému nejstaršímu bratrovi, králi Václavovi I., vzbouřil v roce 1233 a znovu v roce 1237. Příčinou sporu bylo předání Břeclavska Oldřichu Korutanskému, synovi nejstarší sestry Václava a Přemysla Judity.[zdroj?] Václav tehdy s početným vojskem přitáhl na Moravu a Přemysl uprchl do Uher ke králi Bélovi IV.

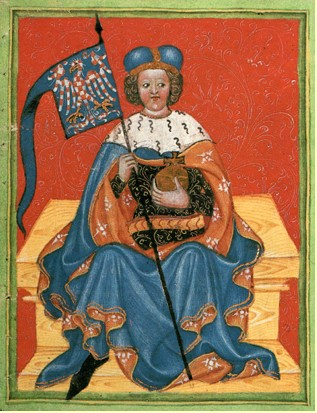
Přemysl jako markrabě moravský

Právě přičiněním Bély a královny vdovy Konstancie se bratři smířili a Přemysl se v roce 1238 mohl na Moravu vrátit, i když jeho vláda byla omezena jen na Olomoucko a Opavsko. Stejně jako jeho bratr měl i moravský markrabě výborné vztahy s matkou, které pomáhal založit klášter Porta Coeli. Po své smrti v roce 1239 byl Přemysl v tomto klášteře také pohřben – stejně jako později i jeho matka, královna-vdova Konstancie.
Přemysl se sice 25. září 1232 oženil s Markétou, dcerou Oty I. z Meranu a Beatrix Burgundské, vnučky císaře Fridricha Barbarossy, ale manželství zůstalo bezdětné. Protože ani další z bratrů Vladislav (1207–1227) nezanechal potomky, jedinou nadějí na pokračování přemyslovského rodu byli synové krále Václava I. a jeho manželky Kunhuty.